# Euonymus vaganoides
Euonymus vaganoides är en benvedsväxtart som beskrevs av Ching Yung Cheng och J.S. Ma. Euonymus vaganoides ingår i släktet Euonymus och familjen Celastraceae. Inga underarter finns listade.